# Aeritalia G.222
Aeritalia G.222 (trước là Fiat Aviazione, sau là Alenia Aeronautica) là một loại máy bay vận tải quân sự STOL. Nó được phát triển để đáp ứng tiêu chuẩn kỹ thuật của NATO. Hoa Kỳ mua và đặt tên là C-27A Spartan.

## Biến thể
G.222TCM
G.222A
G.222RM(Radiomisura - "radio measurements")
G.222SAA(Sistema Aeronautico Antincendio - "hệ thống chữa cháy trên không")
G.222T
G.222VS(Versione Speciale - "phiên bản đặc biệt")
C-27A Spartan
C-27J Spartan

## Quốc gia sử dụng
Afghanistan

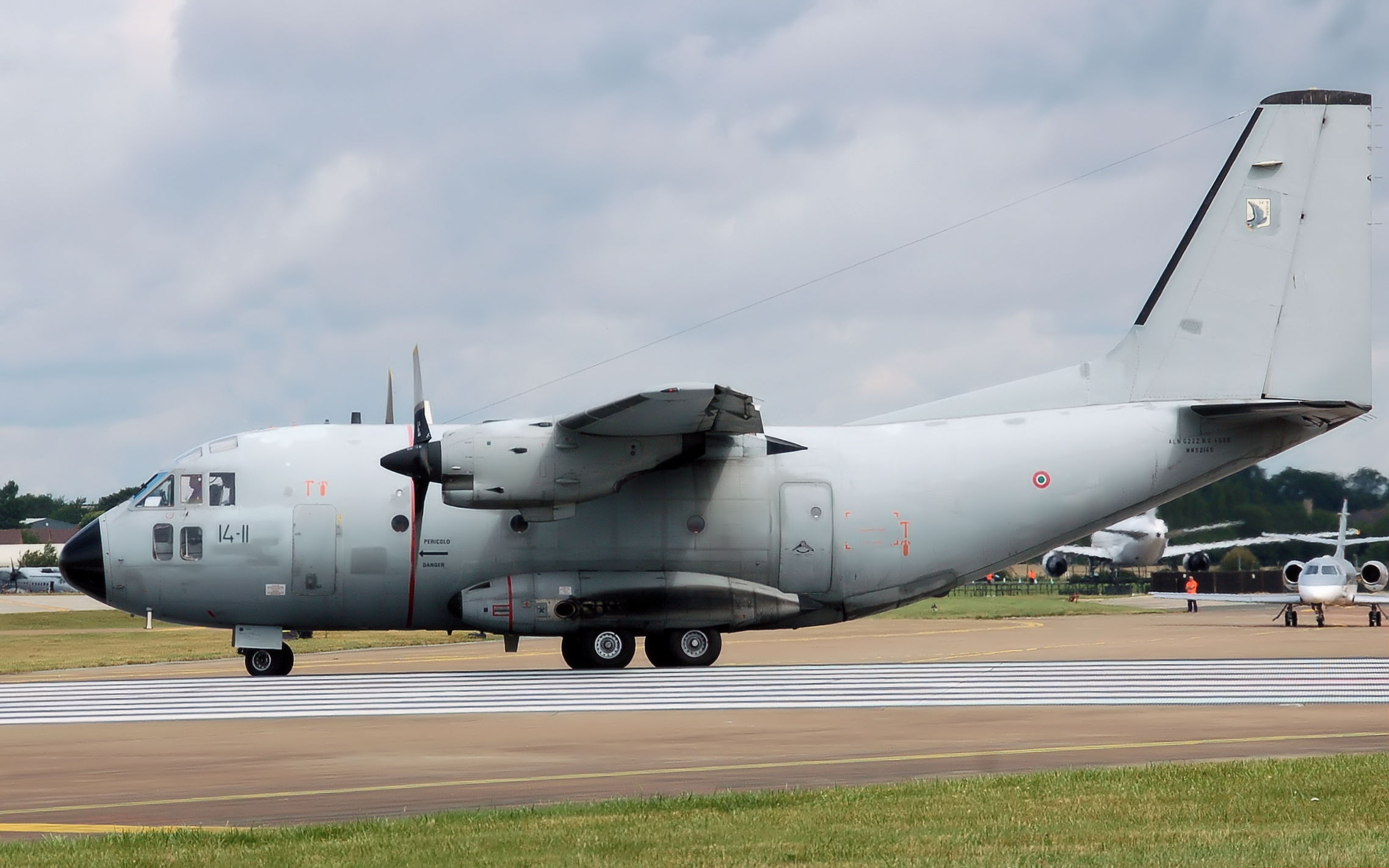
G.222A của Không quân Ý tại RIAT 2009

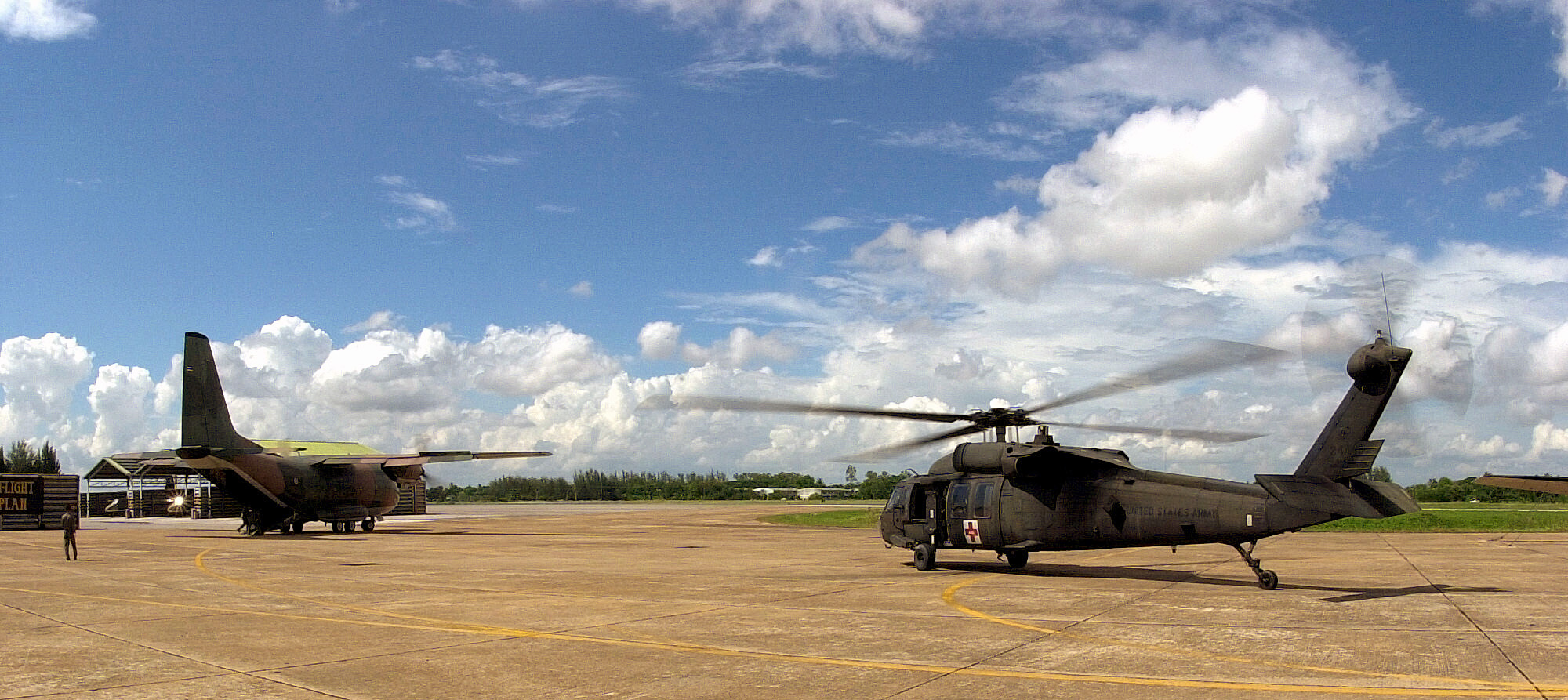
G.222 của không quân Thái Lan trong cuộc tập trận COBRA GOLD '01, với 1 chiếc trực thăng UH-60Q Black Hawk MEDEVAC của Hoa Kỳ

- Không quân Lục quân quốc gia Afghan[4][5][6]

 Argentina
- Không quân Lục quân Argentina[7]

 Ý
- Không quân Ý

 Libya
- Không quân Libya

 Nigeria
- Không quân Nigeria

 Perú
- Cảnh sát quốc gia Peru

 Somalia
- Quân đoàn không quân Somali

 Thái Lan
- Không quân Hoàng gia Thái Lan

 Tunisia
- Không quân Tunisia

 UAE
- Dubai

 Hoa Kỳ
- Không quân Hoa Kỳ
- Bộ Ngoại giao Hoa Kỳ

 Venezuela
- Không quân Venezuela
- Lục quân Venezuela

## Tính năng kỹ chiến thuật (G.222)

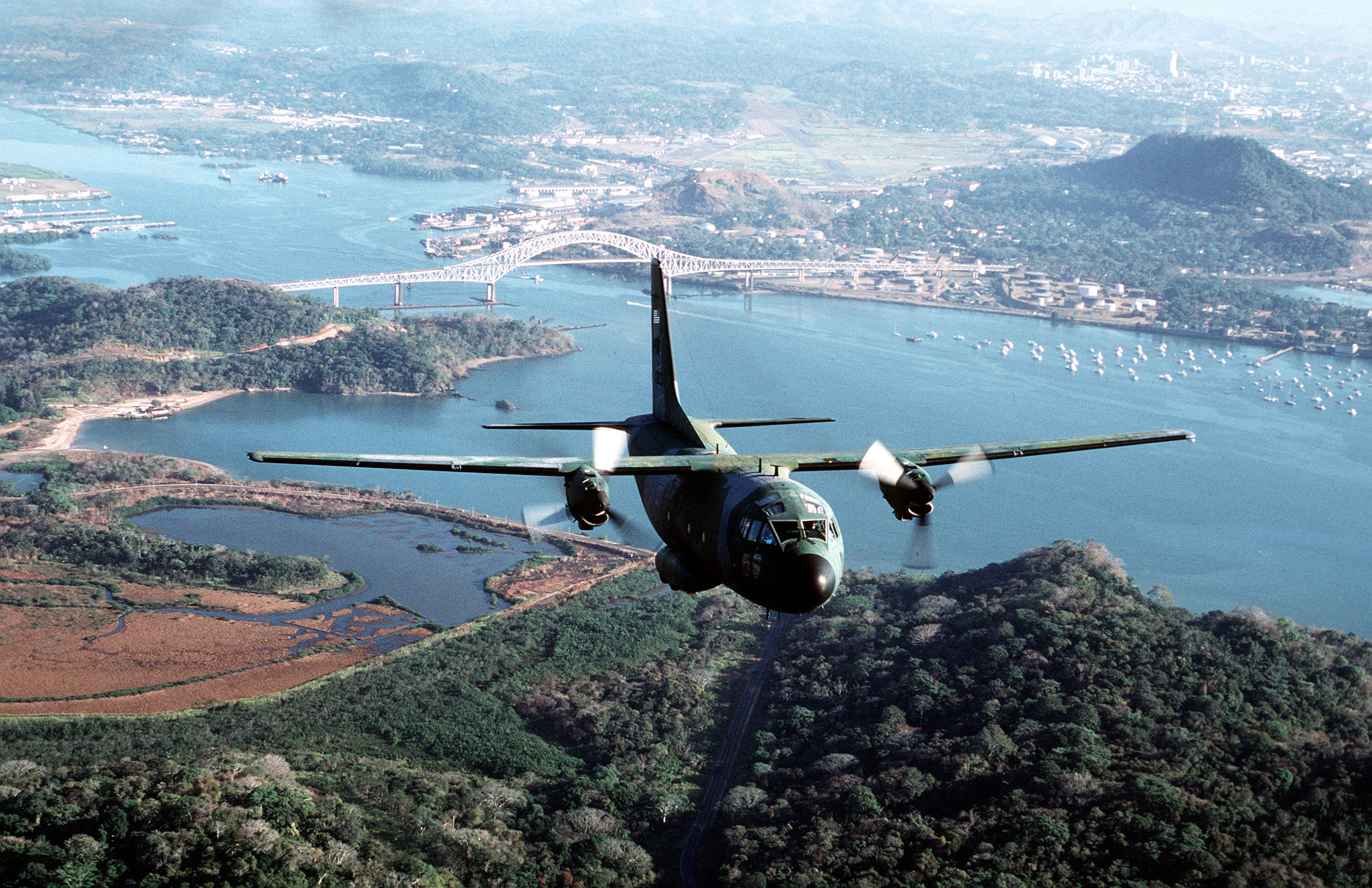
C-27A Spartan, 1995

Dữ liệu lấy từ Jane's All The World's Aircraft 1988-89
Đặc điểm tổng quát
- Kíp lái: 4
- Sức chứa: 9.000 kg (19.840 lb) hàng hóa, 53 lính hoặc 36 cáng tải thương
- Chiều dài: 22,70 m (74 ft 5½ in)
- Sải cánh: 28,70 m (94 ft 2 in)
- Chiều cao: 9,80 m (32 ft 1¾ in)
- Diện tích cánh: 82 m² (893 ft²)
- Trọng lượng rỗng: 14.590 kg (32.165 lb)
- Trọng lượng cất cánh tối đa: 28.000 kg (61.730 lb)
- Động cơ: 2 × General Electric T64-GE-P4D turboprop, 2.535 kW (3.400 shp)  mỗi chiếc

 Hiệu suất bay 
- Vận tốc cực đại: 540 km/h (336 mph, 291 knots) trên độ cao 4.575 m (15.000 ft)
- Vận tốc hành trình: 439 km/h (273 mph, 237 knots) trên độ cao 6.000 m (19.700 ft)
- Tầm bay: 1.371 km (852 mi, 740 nmi) tải trọng tối đa
- Tầm bay chuyển sân: 4.633 km (2.879 dặm, 2.500 nmi)
- Trần bay: 7.620 m (25.000 ft)
- Vận tốc lên cao: 8,7 m/s (1.705 ft/phút)